# این شهر مال ماست
این شهر مال ماست (We Own This City) یک مینی‌سریال آمریکایی است که بر اساس کتابی غیرداستانی به همین نام، نوشته جاستین فنتون (خبرنگار روزنامه بالتیمور سان) ساخته شده‌است. این مینی‌سریال توسط جورج پلکانوس و دیوید سایمون ساخته و نوشته شده و رینالدو مارکوس گرین کارگردانی آن را بر عهده داشته‌است. اولین قسمت این مجموعه در ۲۵ آوریل ۲۰۲۲ از شبکه اچ‌بی‌او پخش شد.

## زمینه داستان
این مینی‌سریال به شرح ظهور و سقوط واحد ویژه ردیابی اسلحه در اداره پلیس بالتیمور و فساد پیرامون آن می‌پردازد. نقطه مرکزی داستان، گروهبانی به نام وِین جِنکینز است که یکی از هشت افسری است که به دلیل ارتکاب چندین فقره فساد در سال ۲۰۱۸ و ۲۰۱۹ در دادگاه محکوم شده‌اند. روایت مینی‌سریال غیرخطّی است و فلش‌بک‌های متعددی دارد.

## بازیگران

### اصلی
- جان برنثال در نقش گروهبان وین جنکینز، شخصیت مرکزی در گروه ویژه ردیابی اسلحه در اداره پلیس بالتیمور.
- وونمی موساکو در نقش نیکول استیل، وکیل منصوب در واحد حقوق مدنی در وزارت دادگستری.
- جمی هکتور در نقش شان سوتر، کارآگاه ویژه قتل در اداره پلیس بالتیمور که در پرونده گروه ویژه ردیابی اسلحه درگیر شده‌است.
- جاش چارلز در نقش دنیل هرسل، افسر اداره پلیس بالتیمور که در گروه ویژه ردیابی اسلحه نقش داشته‌است.
- مک‌کینلی بلچر در نقش مامادو (جی‌مانی) گاندو، کهنه‌سرباز اداره پلیس بالتیمور و عضو گروه ویژه ردیابی اسلحه.
- دارل بریت گیبسون در نقش جمل ریام، افسر پلیس بالتیمور که در گروه ویژه ردیابی اسلحه نقش داشته‌است.
- راب براون در نقش موریس وارد، مأمور لباس‌شخصی که در گروه ویژه ردیابی اسلحه نقش داشته‌است.
- دیوید کورن‌سوئت در نقش دیوید مک‌دوگال، مأمور کهنه‌کار کارگروه ویژه مواد مخدر در شهرستان هارفورد.
- داگمارا دومینچیک در نقش اریکا جنسن، مأمور اف‌بی‌آی که در مورد پرونده گروه ویژه ردیابی اسلحه تحقیق می‌کند.
- دان هاروی در نقش جان سیراکی، افسر پلیس بالتیمور که در کارگروه ویژه مقابله با فساد منصوب شده و به اف‌بی‌آی کمک می‌کند.
- لری میچل در نقش اسکات کیلپاتریک، مأمور کهنه‌کار در کارگروه ویژه مواد مخدر در بالتیمور.